# 小行星11166
小行星11166（11166 Anatolefrance）是一颗绕太阳运转的小行星，为主小行星带小行星。该小行星于1998年2月27日发现。

## 轨道参数
小行星11166的轨道半长轴为2.3554901 UA，离心率为0.169。